# (14982) 1997 TH19
(14982) 1997 TH19 est un astéroïde de la ceinture principale aréocroiseur découvert en 1997.

## Description
(14982) 1997 TH19 a été découvert le 8 octobre 1997 à l'observatoire Gekko, situé à Shizuoka (Japon), par Tetsuo Kagawa et Takeshi Urata.

### Caractéristiques orbitales
L'orbite de cet astéroïde est caractérisée par un demi-grand axe de 2,33 UA, un périhélie de 1,58 UA, une excentricité de 0,32 et une inclinaison de 3,31° par rapport à l'écliptique. Du fait de ces caractéristiques, à savoir un demi-grand axe inférieur à 3,2 UA et un périhélie compris entre 1,3 et 1,666 UA, il croise l'orbite de Mars et est classé, selon la JPL Small-Body Database, comme astéroïde aréocroiseur (aréo venant de Arès).

### Caractéristiques physiques
(14982) 1997 TH19 a une magnitude absolue (H) de 14,3 et un albédo estimé à 0,225.